# Mesochorus lapponicus
Mesochorus lapponicus är en stekelart som beskrevs av Thomson 1885. Mesochorus lapponicus ingår i släktet Mesochorus och familjen brokparasitsteklar. Arten är reproducerande i Sverige. Inga underarter finns listade i Catalogue of Life.